# Đài kỷ niệm Quốc tế Cải cách Tôn giáo

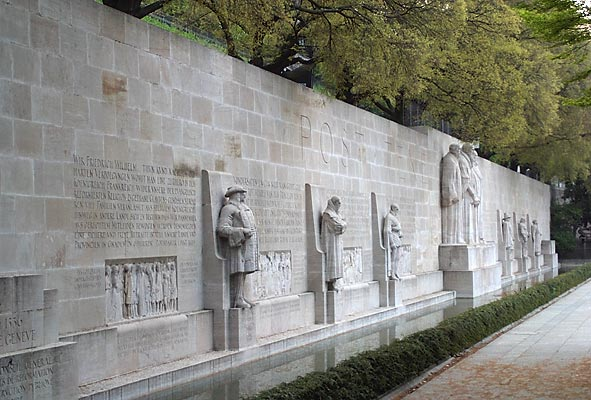
Bức tường nhà Cải cách Tôn giáo, dài 100 m, khắc hoạ nhân vật trọng yếu của cuộc Cải cách Tôn giáo ở châu Âu.

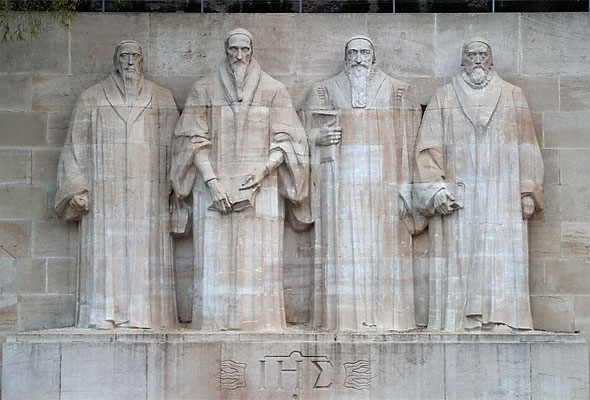
Từ trái qua: William Farel, John Calvin, Theodore Beza và John Knox. Phía dưới là phù hiệu tượng trưng của Cơ Đốc giáo.

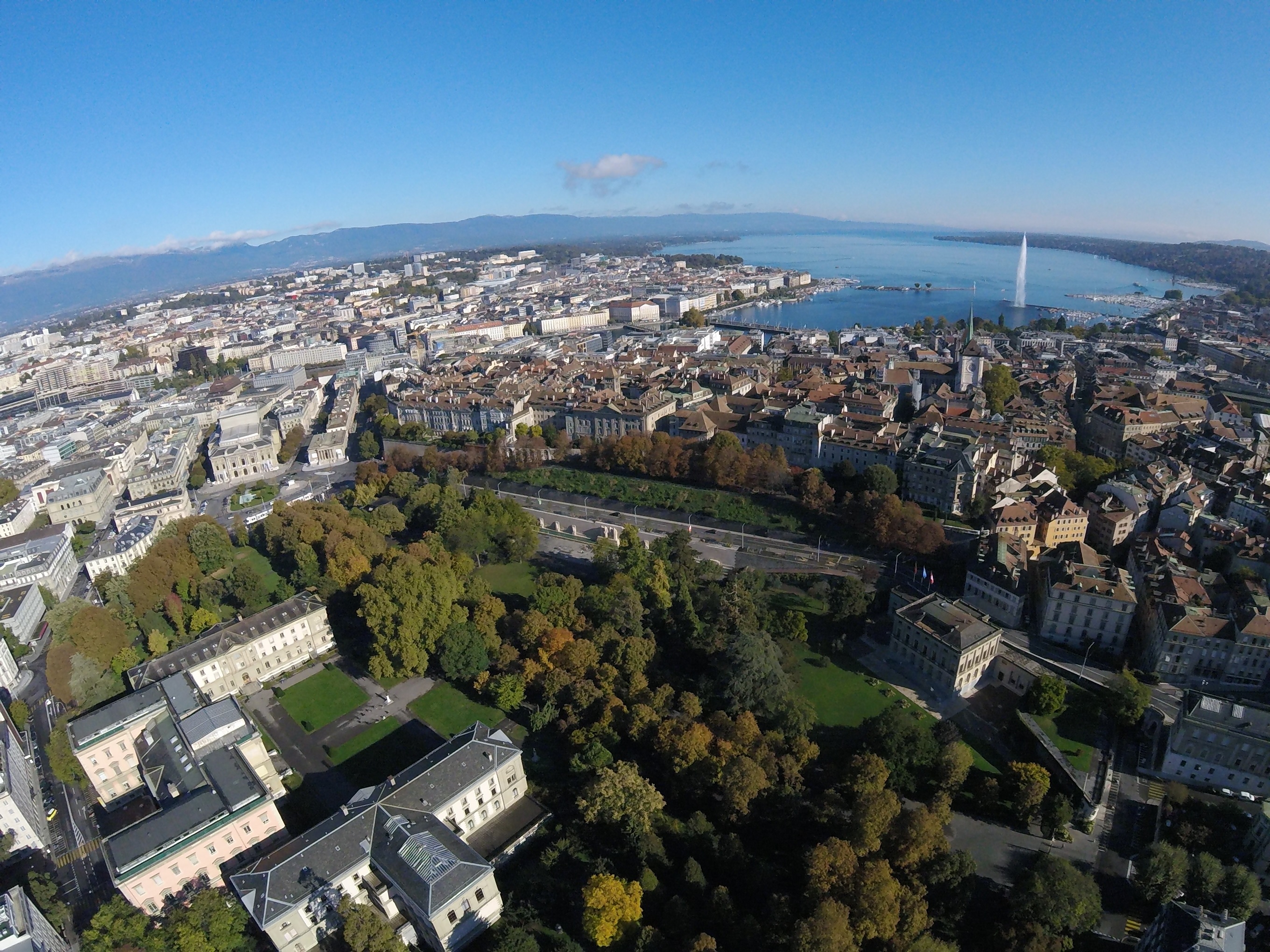
Đài kỉ niệm Quốc tế Cải cách Tôn giáo, nhìn từ trên không.

Đài kỷ niệm Quốc tế Cải cách Tôn giáo (chữ Đức: Internationale Reformationsdenkmal, chữ Pháp: Monument international de la Réformation, chữ Anh: International Monument to the Reformation), hoặc gọi là Bức tường nhà Cải cách Tôn giáo, là một đài kỉ niệm đặt tại Geneva, Thuỵ Sĩ, cao 7 mét, dài hơn 100 mét, sử dụng điêu khắc và phù điêu để biểu hiện nhân vật trọng yếu của cuộc Cải cách Tôn giáo ở châu Âu.
Đài kỉ niệm nằm ở trong Đại học Geneva do John Calvin sáng lập, những bức tường thành cổ ở Geneva thể hiện tầm quan trọng của Geneva về Cải cách Tôn giáo.
Đài kỉ niệm thành lập vào năm 1909, nhằm kỉ niệm 400 năm Calvin đản sinh và 350 năm Đại học Geneva thành lập. Trong 72 phương án thiết kế đến từ khắp nơi trên thế giới, người giành chiến thắng là bốn kiến trúc sư Thuỵ Sĩ, nhưng công tác điêu khắc là do hai nhà điêu khắc Pháp hoàn thành.
Trong khoảng thời gian Cải cách Tôn giáo, Geneva là trung tâm của chủ nghĩa Calvin, lịch sử và di sản kể từ thế kỉ XVI đến nay luôn gắn bó chặt chẽ với Tin Lành. Do đó, đài kỉ niệm biểu hiện nổi bật nhân vật trọng yếu của tông Calvin, cũng bao gồm một số nhân vật then chốt của tông phái khác.
Phần chính giữa của đài kỉ niệm, là bốn pho tượng điêu khắc cao 5 mét, biểu hiện bốn nhân vật trọng yếu của chủ nghĩa Calvin:
- Theodore Beza (1519–1605)
- John Calvin (1509–1564)
- William Farel (1489–1565)
- John Knox (1513–1572)

Bên trái của nó là ba pho tượng điêu khắc cao 3 mét:
- William I (thân vương Orange) (1533–1584)
- Gaspard II de Coligny (1519–1572)
- Frederick William, Tuyển đế hầu Brandenburg (1620–1688)

Bên phải của nó cũng là ba pho tượng điêu khắc cao 3 mét:
- Roger Williams (1603–1684)
- Oliver Cromwell (1599–1658)
- Stephen Bocskai (1557–1606)

Dọc theo bức tường, cùng với hai bên của tác phẩm điêu khắc trung tâm, có khắc cách ngôn của Cải cách Tôn giáo và Geneva: "Sau khi màn đêm đen tối đi qua là ánh sáng chính nghĩa" (chữ La-tinh: Post Tenebras Lux, en). Trên bục đế của tượng điêu khắc trung tâm có khắc phù hiệu tượng trưng của Cơ Đốc giáo: ΙΗΣ.
Gyula Illyés, một thi sĩ Hungary quan trọng vào thế kỉ XX, đã sáng tác bài thơ "Trước đài kỉ niệm Cải cách Tôn giáo tại Geneva" vào năm 1946.